# Celleporina grandis
Celleporina grandis är en mossdjursart som beskrevs av Gordon 1989. Celleporina grandis ingår i släktet Celleporina och familjen Celleporidae. Inga underarter finns listade i Catalogue of Life.